# Silvia Derbez
Lucille Sílvia Derbez Amézquita, mais conhecida como Sílvia Derbez, (San Luis Potosí, 8 de março de 1932 – Cidade do México, 6 de abril de 2002) foi uma atriz mexicana com muitas participações em telenovelas.

## Biografia
Ela competiu no Miss México 1953, onde colocou 2o lugar, após Miss Jalisco Miss Ana Bertha Lepe. 
A filha do empresário francês Marcel Derbez Gilly e Maria de la Luz Amézquita, ela estreou no cinema mexicano ainda adolescente, participando de seu primeiro filme com 15 de idade, quando ela atuou em "La Novia del Mar", filmado em 1947. 
Em 1948, ela participou de um clássico do cinema mexicano: "Alla en el Rancho Grande". Ela estava em mais três filmes na década de 1940. 
Silvia se tornou uma celebridade, tanto a nível nacional e internacional, durante a década de 1950, uma época em que ela registados dezesseis filmes. Entre 1951 e 1954, Derbez se aposentou a partir de filmagens, mas ela estava em dez filmes a partir de 1954 a 1956.
Com a televisão se tornando popular no México, Silvia foi assinado pela Televisa para jogar "Nora", em 1958 a novela, "Senda prohibida". Em 1959, obteve papel em outra telenovela "Elisa". 
Ela atuou em dezessete telenovelas durante a década de 1960, muitas delas, em que estrelou. Entre as telenovelas que fez durante essa década foi "Maria Isabel I", onde mais uma vez desempenhou o papel título. Ela retornou ao cinema em 1969, participando de três filmes entre 1970 e depois. 
Durante a década de 1970, o seu ritmo de trabalho na televisão abrandou ligeiramente. Ela fez doze telenovelas durante esse tempo. Entre as telenovelas que ela participou em 1970 foi da "Angelitos Negros", como uma babá. Ela também atuou em 1971 do "El Derecho de los hijos" e "La recogida". Em 1975, ela atuou em um filme, "El Andariego".
Como Silvia Derbez começou trabalhando cedo, o seu ritmo de trabalho começou a diminuir, e durante a década de 1980, ela atuou em apenas seis telenovelas e quatro filmes. Em 1986, seu marido, Eugenio González, um jornalista morreu. No entanto, Silvia se recupou da sua perda, e então participou em uma das mais famosas telenovelas da América Latina  de todos os tempos, Simplemente María, em 1989. Em Simplemente María, Silvia  Derbez atuou ao lado Victoria Ruffo, que iria em breve tornar-se a sua filha de coração. Em Simplemente María da versão 1989 era popular em países como Porto Rico e Venezuela. 
Durante a década de 1990, seu filho  Eugenio Derbez se tornou famoso como um comediante de televisão. Ele e Victoria se casaram. 
Silvia fez três filmes durante o início da década de 1990, incluindo em 1992 "Zapatos viejos", onde atuou ao lado cantora Gloria Trevi. Em 1994, estava em Prisionera de Amor, e em 1995, ela atuou como "Milagres", em Lazos de Amor. Essas duas telenovelas se tornou popular entre os telespectadores hispânicos nos Estados Unidos.
Após essas telenovelas ela atuou em três filmes antes de retornar à televisão como "Leonor" em Los hijos de nadie. Em 1998, ela participou de outra altamente aclamada telenovela mexicana, La usurpadora, que estrelou Gabriela Spanic e Fernando Colunga. 
Seu último trabalho como atriz veio em 2001 a versão de Caridad Bravo Adams a telenovela La Intrusa. Silvia teve que abandonar as gravações para cuidar de sua saúde quando contraiu um câncer de pulmão. Logo depois que a telenovela acabou, Silvia Derbez faleceu em 6 de abril de 2002, aos 70 de idade, seu corpo foi cremado.
Sua neta Silvia Eugenia Derbez, é também uma atriz de televisão.

## Carreira

### Telenovelas
- "La Intrusa" (2001).... Sagrario Vargas (#1)
- "Infierno en el paraíso" (1999) .... Angélica de Ordiales
- "Soñadoras" (1998) .... Rosita
- "La Usurpadora" (1998) .... Chabela Rojas / Isabel Rocha (no Brasil)
- "Los hijos de nadie" (1997) .... Leonor
- "Lazos de amor" (1995) .... Milagros
- "Prisionera de amor" (1994) .... Charo
- "Simplemente María" (1989).... Matilde Carreño
- "La pobre señorita Limantur" (1985) .... Pastora
- "La pasión de Isabela" (1984) .... Angela
- "Nosotras... las mujeres" (1981) .... Alma
- "Secreto de confesion II" (1980) .... Alicia
- "Vamos juntos" (1979) .... Lupe Pistolas
- "Mamá Campanita" (1978) .... Carmen "Mamá Campanita"
- "Acompáñame" (1977) .... Amanda
- "Ven conmigo" (1975) .... Caridad Escobar
- "Ana del aire" (1974) .... Andrea
- "Marina" (1974) .... Marina
- "Amaras a tu projimo" (1973)
- "El amor tiene cara de mujer" (1971) .... Laura Valdez
- "Vagabundo" (1971)
- "La recogida" (1971)
- "El Derecho de los hijo" (1971)
- "Angelitos negros" (1970) .... La nana Mercé
- "Una plegaria en el camino" (1969)
- "Mariana" (1968) .... Mariana
- "Cruz de amor" (1968) .... Cruz
- "Carcel de mujeres" (1968)
- "Amor sublime" (1967)
- "No quiero lágrimas" (1967)
- "Un Angel en el fango" (1967)
- "La Sombra del pecado" (1966)
- "María Isabel I" (1966) .... María Isabel
- "Central de Emergencia" (1964)
- "Lo imperdonable" (1963) .... Amalia
- "La culpa de los padres" (1963)
- "Penumbra" (1962)
- "Elena" (1961) .... Elena
- "Bajo la sombra de los almendros" (1961)
- "Mi amor frente al pasado" (1960)
- "Elisa" (1959) Telenovela .... Elisa
- "Paso al abismo, Un" (1958)
- "Senda prohibida" (1958) .... Nora

### Filmes
- "Pacas de a kilo" (1997)
- "El Gato de Chihuahua" (1996)
- "Reclusorio I" (1995)
- "Muralla de tinieblas" (1993)
- "Zapatos viejos" (1992) .... Miss Lucy
- "Pesadilla" (1992)
- "La Coyota" (1983)
- "Mientras México duerme" (1983)
- "Hombres de tierra caliente" (1983)
- "El Ahorcado" (1983)
- "El Andariego" (1975)
- "Dos mujeres y un hombre" (1970)
- "Cruz de amor" (1969)  .... Doña Cruz
- "Quinto patio" (1969)
- "La Esquina de mi barrio"(1957)
- "El Imposter" (1956)
- "Morir de pie" (1955)
- "El Rey de México" (1955)
- "El Medallón del crimen" (1955)
- "Con quién andan nuestras hijas?" (1955)
- "Las Engañadas" (1955)
- "Padre contra hijo" (1954)
- "La Mujer X" (1954)
- "El Río y la muerte" (1954) .... Elsa
- "Dios nos manda vivir" (1954)
- "La Sobrina del señor cura" (1954)
- "Mamá nos quita los novios" (1951)
- "Baile mi rey" (1951)
- "Las Dos huerfanitas" (1950)
- "Si me viera don Porfirio" (1950)
- "El Seminarista" (1949) .... Mercedes Orozco
- "Dicen que soy mujeriego" (1948) .... Flor
- "Salón México" (1948) .... Beatriz Gomez
- "Allá en el Rancho Grande" (1948)
- "Tarzán y las sirenas" (1948)
- "La Novia del mar"  (1947)